# 柏林鎮區 (明尼蘇達州斯蒂爾縣)
柏林鎮區（英語：Berlin Township）是位於美國明尼蘇達州斯蒂爾縣的一個行政鎮區。

## 地方資料
柏林鎮區的面積為91.50平方千米，當中陸地面積為90.79平方千米，而水域面積為0.71平方千米。根據2020年美國人口普查的數據，當地共有人口506人，而人口密度為每平方千米5.53人。